# Саван (фильм)
«Са́ван» (англ. The Shrouds) — художественный фильм режиссёра Дэвида Кроненберга с Венсаном Касселем, Гаем Пирсом и Дианой Крюгер в главных ролях. Его премьера состоялась в мае 2024 года на 77-м Каннском кинофестивале.

## Сюжет
Главный герой фильма — бизнесмен Карш, потерявший жену, которая умерла от рака. Он разрабатывает гаджет — халат с датчиками, в который оборачивается тело и с помощью этого устройства можно получать данные из гроба о степени разложения тела. А также является владельцем компании GraveTech, которая выпускает такие устройства, предоставляет услуги по погребению тел и даже содержит собственное небольшое кладбище, где каждая из могил подключена к аккаунту владельца — родственника умершего человека. 
В один день несколько могил, включая могилу супруги Карша, подвергаются разграблению. Одновременно некая группа хакеров уводит все данные о клиентах и зашифровывает их. Он обращается за помощью к мужу сестры своей умершей жены. Тот соглашается помочь, однако подозревает, что Карш имел сексуальные отношения и с его женой. В то же время на Карша выходит Суу-Мин, слепая жена инвестора из Будапешта, который готов сделать значительную инвестицию в GraveTech.

## В ролях
- Венсан Кассель — Карш[1]
- Гай Пирс — Мори
- Диана Крюгер — Бекки / Терри / Ханни
- Сандрин Холт — Су Мин
- Ингвар Сигурдссон — Элвар

## Производство и премьера
О начале работы над фильмом стало известно в 2023 году. По словам Кроненберга, это «частично автобиографическая» картина, в 2017 году от ушла из жизни его жена Кэролайн Зейфмен. Продюсерами стали Саид Бен Саиб, Мартин Кац и Мишель Меркт. Главные роли получили Венсан Кассель и Леа Сейду, последняя позднее отказалась от участия в проекте по неизвестным причинам. Сейду заменила Диана Крюгер, вместе с ней к касту присоединился Гай Пирс.
Съёмки фильма проходили в канадском Торонто с 8 мая по 20 июня 2023 года. Премьера состоялась в мае 2024 года на 77-м Каннском кинофестивале, в рамках основной программы. В кинотеатрах Франции «Саван» вышел 25 сентября 2024 года, его дистрибьютором стала компания Pyramine Distribution.

## Восприятие
На сайте-агрегаторе рецензий Rotten Tomatoes 75 % из 51 отзыва профессиональных критиков положительны, со средней оценкой 6,7 из 10. Консенсус гласит: «Размышляя о любви, которая приходит с утратой, „Саван“ — это личное и своеобразное исследование горя, проведённое режиссёром Дэвидом Кроненбергом».
Алина Рослякова из журнала «СЕАНС» отмечает, что фильмом «Саван» Кроненберг продолжает свою любимую тему мутации человека, только на этот раз мутация цифровая. Автор также отмечает схожесть с работой Кроненберга «Преступления будущего» 2022 года. «Есть только одна единственная подлинность, которую способен описать этот цифровой кошмар, точнее — только он один и способен. Подлинность смерти. Она здесь — не образ, а единственный объект исследования».